# Cidade. (Lado do S. E., tirada da Torre do Jardim)
Cidade é uma fotografia de Militão Augusto de Azevedo, parte do Álbum Comparativo da Cidade de São Paulo 1862-1887. Retrata São Paulo em 1887. Acompanha o título da fotografia a inscrição: "Lado do S.E., tirada da Torre do Jardim".

## Descrição e análise
A obra foi produzida com papel albuminado. Suas medidas são: 21 centímetros de altura e 30 centímetros de largura. Faz parte de Coleção Museu Paulista.
A fotografia retrata uma área de São Paulo que era anteriormente uma chácara, a partir de uma técnica panorâmica. Destaca-se a estação ferroviária envolta em palmeiras e um trem que segui para Jundiaí. O fotógrafo buscou retratar a transformação da cidade causada pela ferrovia na capital da província.